# ПП-90
ПП-90 — 9-мм специальный пистолет-пулемёт скрытого ношения, разработанный по заказу МВД России.

## История создания
Складной пистолет-пулемёт был разработан в начале 1990-х Конструкторским бюро приборостроения г. Тула по заказу МВД России. Прототипом послужил американский пистолет-пулемёт FMG фирмы ARES.
Производство ПП-90 также пытались освоить в Казахстане в г.Уральске на заводе «Металлист».

## Описание
ПП-90 предназначен для скрытого ношения и поражения живой силы на коротких дистанциях. В походном положении складывается в пенал размером 270×90×32 мм для скрытого ношения.
Автоматика оружия работает за счёт отдачи свободного затвора, а выстрел происходит при незапертом затворе. В боевое состояние ПП-90 переводится за 3-4 секунды, разворачиванием двух основных блоков, ствольной коробки со стволом и частями ударно-спускового механизма и полого приклада, коробчатой формы. Одновременно разворачивается складная пистолетная рукоятка с магазином и скобой со спусковым крючком. Для открытия огня требуется только перевести флажок предохранителя в положение, соответствующее его выключенному состоянию, и, удерживая пистолет-пулемёт левой рукой, взвести правой затвор. Благодаря компоновке, точка опоры приклада в плече совпадает с осью канала ствола, что даёт минимальный момент опрокидывания при стрельбе. Откидные целик и мушка расположены сверху передней части ствольной коробки. Прицельные приспособления приводятся в боевое положение вручную. Для стрельбы применяются патроны 9×18 мм ПМ. Оружие может комплектоваться лазерным целеуказателем ЛП-92. Ствол имеет резьбу для крепления глушителя. Рукоятка перезаряжания и окно для стрелянных гильз находится с правой стороны.
Пистолеты-пулемёты исходной конструкции (ПП-90) могли вести только непрерывный огонь, с 1993 года началось производство более совершенной модификации ПП-90М, которая позволяет вести огонь очередями и одиночными выстрелами.
ПП-90 и ПП-90М состоят на вооружении МВД России, но популярностью не пользуются, причиной является невысокая механическая прочность, неустойчивость к загрязнению и длительное время приведения в боевое положение (3-4 секунды).

## Страны-эксплуатанты
- Россия — на вооружении спецподразделений МВД России, ФСО и ФСБ РФ.
- Казахстан — ведомственная военизированная охрана первой категории (на предприятиях по добыче, переработке и обработке драгоценных металлов)[5], финансовая полиция[6]. Некоторое количество передали на вооружение инкассаторов[7]. В сентябре 2003 года 880 шт. ПП-90 были переданы министерству обороны[8]